# Another Voice
Another Voice è l'ottavo album studio del gruppo New York hardcore Agnostic Front. Venne pubblicato nel novembre del 2004 dalla Nuclear Blast Records (gennaio del 2005 negli Stati Uniti), e seguì lo split coi Discipline del 2002 intitolato Working Class Heroes. Another Voice segnò l'esordio della band per questa etichetta, e venne co-prodotto da Jamey Jasta degli Hatebreed. Il disco, inoltre, contiene diverse apparizioni, come si può vedere nella sezione "Formazione".

## Tracce
Tutte le tracce sono state scritte dagli Agnostic Front.
1. Still Here - 2:25
2. All Is Not Forgotten - 1:54
3. Fall of the Parasite - 1:16
4. Pride, Faith, Respect - 1:36
5. So Pure to Me - 2:00
6. Dedication - 2:46
7. Peace - 2:19
8. Take Me Back - 1:35
9. Hardcore! (The Definition) - 2:19
10. Casualty of the Times - 2:05
11. No One Hears You - 1:38
12. I Live It - 2:11
13. It's for Life - 1:37
14. Another Voice - 4:32

## Formazione

### Gruppo
- Roger Miret - voce
- Vinnie Stigma - chitarra
- Matt Henderson - chitarra
- Mike Gallo - basso
- Steve Gallo - batteria

### Altri musicisti
- Billy Siegel - chitarra aggiuntiva
- Karl Buechner (Earth Crisis, Freya) - cori
- Armand Crump - cori
- Brian Darwas - cori
- Lenny DiSclafani - cori
- Josh Gorden - cori
- Joe Harrington - cori
- Henry Hurteau - cori
- Ian Larrabee - cori
- Ivan Murillo - cori
- Matt Pike - cori
- John O'Grady - cori
- Paul Romanko (Shadows Fall) - cori
- Brian Schmidt - cori
- Scott Vogel (Terror) - cori
  - Prodotto da Zeuss e Jamey Jasta